# Cyclaxyridae
Cyclaxyridae (лат.) — семейство насекомых инфраотряда Кукуйиформные из отряда жесткокрылых. 2 вида, обитающие в Новой Зеландии и 3 ископаемых.

## Описание
Мелкие жуки длиной от 2 до 3 мм с выпуклой овальной формой тела. Усики 11-члениковые с 3-члениковой булавой.

## Распространение
Современные представители эндемичны для Новой Зеландии.

## Биология
Питаются плесенью, которая вырастает на стволах деревьев, покрытых медвяной росой, выделяемой различными Sternorryncha.

## Классификация
4 рода и 5 видов. Ранее включались в состав семейства Гладыши (Phalacridae)
- Cyclaxyra Broun, 1893 — Новая Зеландия
  - Cyclaxyra jelineki Gimmel, Leschen et Ślipiński, 2009
  - Cyclaxyra politula (Broun, 1881)
- †Electroxyra Gimmel, Szawaryn, Cai and Leschen, 2019[2]
  - Electroxyra cretacea (Wu in Wu, Li and Ding, 2018[3]) — бирманский янтарь, Мьянма, сеноман
- †Pacyclaxyra Tihelka, Huang and Cai, 2021[4]
  - Pacyclaxyra azari Tihelka, Huang and Cai, 2021 — бирманский янтарь, Мьянма, сеноман
- †Neolitochropus Lyubarsky and Perkovsky, 2016[5][2][6]
  - Neolitochropus hoffeinsorum Lyubarsky & Perkovsky, 2016 — биттерфельдский янтарь, ровенский янтарь, балтийский янтарь, Европа, эоцен